# Mothertongue
Mothertongue is het enige album van de Friese band Simmer. Het werd uitgebracht in 1997.

## Opnamen
Theo de Jong was samen met Paul Dokter, de drijvende kracht achter The Serenes. Na het vertrek van Dokter en het album Back to wonder werden er vele bezettingswisselingen in de band doorgevoerd. Uiteindelijk was De Jong, het enige overgebleven oorspronkelijke lid van de groep. Na een tour door Scandinavië besloot hij de muzikale stijl van de groep te veranderen naar een rauwer geluid. Hierop werd de bandnaam veranderd naar Slide en de band was in die hoedanigheid een van de vijf bands, die gevraagd werd een vinylsingle uit te brengen op Nothing Sucks Like Electrolux, de voorloper van Excelsior Recordings. Hierna veranderde de band zijn naam in Simmer en begon de band aan het opnemen van hun debuutplaat voor Excelsior Recordings met producer Frans Hagenaars in Studio Sound Enterprise in Weesp..
Op 20 juni 1997 verscheen het album Mothertongue, gevolgd door de single Slumber away op 6 oktober. Het artwork van het album werd verzorgd door Gertjan Slagter. Ondanks een aantal positieve kritieken, bleef het succes van het album achter bij die van andere Excelsior-acts als Daryll-Ann, Johan en Caesar. Na het verschijnen van de plaat begon de band aan een uitgebreide tournee, waarbij zij in 1998 ook A Campingflight to Lowlands Paradise aandeden. Hetzelfde jaar besloot de band nog ermee op te houden, waardoor Mothertongue het enige album van de band zou blijken.

## Muzikanten
- Theo de Jong - zang, gitaar, e-bow, mellotron
- Jacob Veenstra - gitaar, slidegitaar, zang
- Pyter Kuipers - basgitaar, zang
- Thom De Jager - drums, zang

## Tracklist
1. 2000
2. Slumber away
3. Whale
4. Merry go round
5. Through the gates of the morning bright
6. I'm over you
7. Sulphur
8. Redrum
9. Wilson (I can't get you out of my head
10. If she says
11. Suffering Jesus
12. Tidepool

Alle nummers zijn geschreven door Theo de Jong.